# Седлець (Ґостинський повіт)
Седлець (пол. Siedlec, нім. Schädlitz) — село в Польщі, у гміні Пемпово Гостинського повіту Великопольського воєводства.
Населення — 534 особи (2011).
У 1975-1998 роках село належало до Лешненського воєводства.

## Демографія
Демографічна структура станом на 31 березня 2011 року:
|          | Загалом | Допрацездатний вік | Працездатний вік | Постпрацездатний вік |
| -------- | ------- | ------------------ | ---------------- | -------------------- |
| Чоловіки | 273     | 74                 | 174              | 25                   |
| Жінки    | 261     | 54                 | 151              | 56                   |
| Разом    | 534     | 128                | 325              | 81                   |